# Járókerék
Járókeréknek nevezünk minden olyan szerkezeti elemet, amely valamilyen áramlástechnikai gépegységben energiaátalakítást végez. Az energiaátalakítás módja szerint csoportosítva kétféle osztály létezik:
- Turbináról beszélünk, ha a közeg áramlása mechanikai munkát ébreszt az adott gépen, azaz megforgatja a járókereket.
- Szivattyúról beszélünk, ha a bevitt tengelyteljesítmény a közegben ébreszt mechanikai munkát.

A járókerekek többféle közeg áramoltatására alkalmasak, azonban mint ilyen, fel kell őket készíteni az adott feladatra. Éppen ezért geometriájuk, megmunkálási módjuk nagyon sokféle, bonyolult feladat. Szilárdságukat alapvetően az alkalmazott fordulatszám, a közeg viszkozitása, esetleg egyéb üzemtani paraméterek befolyásolják.

## A járókerekek megmunkálása
Folyadékokra elsősorban öntvényalapú kerekeket használunk. Adott nyersméret után ezek kevés megmunkálást igényelnek. A beérkező darabokat központos furattal látják el, majd a házhoz esztergálják a külső méretét. Miután ezzel végeztek, általában reteszhornyot marnak a központfuratba. Kúpos tengelyvég esetén ez elmarad. Nagyobb járókerékméret esetében utólagos kiegyensúlyozást is kell végezni, mert a nagy tömegű járókerék nagyot ránthat, esetleg nem lesz képes átlépni a kritikus fordulatszámot és tengelytörést okoz.
Óriási méretű járókerekeknél többrészes öntvényeket szokás gyártani. Az adott konstrukciótól függően természetesen ezektől az eljárásoktól eltérnek.
Gázokra általában lemezből szegecselve, vagy hegesztve készülnek járókerekek, azonban itt is előfordulnak könnyűfém-öntvények. Ez utóbbit általában extrém nagy fordulatszámú gépeknél alkalmazzák. Megmunkálásuk formára hajlításból és egyesítő műveletekből áll. Öntvények esetében ugyanúgy járnak el, mint amit előzőleg tárgyaltunk.

## A lapátok
A járókerekek minden esetben lapátos gépelemek. Általában elmondható, hogy a lapátok száma fordítottan arányos a fordulatszámmal, azonban az üzemi körülmények változatossága miatt jelentős eltérések lehetnek ezekhez képest. Szivattyúk és turbinák között nincs komoly eltérés, ami a geometriát és a megmunkálást érinti. Nagy különbségek a gázokat és folyadékokat szállító gépek között van. A gázokat szállító gépeknél szinte csak lemezekből összeszegecselt járókerék van; csak akkor alkalmaznak precíziós öntvényt, ha a nagy fordulatszám azt megkívánja. Folyadékoknál már a normális körülmények között is akkora igénybevétel lép fel, hogy masszív öntvényekre van szükség.

## Legfontosabb paraméterek
Anyagok: mivel a szivattyúzás nagyon általános kör, alapanyagait tekintve is igen változatos. Kis teljesítményre ma már alkalmaznak szilumin-közeli öntvényeket. Nagyobb teljesítmények esetében előbb a műanyag, majd acél kerekek jönnek sorban. Ha a közeg nem tiszta, esetleg diszperz darabos anyagokat is tartalmaz (pl. homokkal szennyezett víz), növelt keménységű acélokkal dolgoznak. Ha nagyobb darabok is vannak a közegben, akkor poliuretánnal burkolják a kopásnak kitett részeket.
Geometria: a geometriára régebben nagy hangsúlyt fektettek, viszont ma már ezek felhígultak. Az alapvető besorolás az axiális, félaxiális és radiális volt. Önmagában véve a radiális és a félaxiális járókerekek automatikusan azt jelentették, hogy a lapátok mindkét szélén tárcsát helyeztek el. Az axiális átömlésű járókeréknek a hátsó tárcsája aggyá zsugorodik, míg a homloktárcsája maga a ház lett; kéttárcsás axiális kerék nem létezik.
A mai helyzet szerint ha két tárcsájú a járókerék, akkor ún. zárt csatornás. Ennek egy speciális változata az egylapátos járókerék, mely mind radiális, mind pedig félaxiális kivitelben készül. Az egylapátos járókerekeket kifejezetten darabos anyagot tartalmazó közegre tervezték.